# Anna Cewe
Anna Cewe (ur. 1940 w Brzeżanach koło Lwowa) – polska piosenkarka.

## Życiorys
W 1962 roku uzyskała wyróżnienie na Festiwalu Młodych Talentów w Szczecinie, zaś w 1963 po II edycji Festiwalu Młodych Talentów została solistką zespołu Czerwono-Czarni. Z zespołem zarejestrowała między innymi piosenkę Szedł Atanazy do Anny. Cewe związana była także z zespołem Luxemburg Combo.
Zdjęcia z prywatnych zbiorów Anny Cewe ukazały się w 2009 roku, w książce Wiesława Bernolaka pt. Bernolak Boogie.